# XIe législature du Parlement d'Andalousie
La XIe législature du Parlement d'Andalousie est un cycle parlementaire du Parlement d'Andalousie, d'une durée de trois ans et quatre mois, ouvert le 27 décembre 2018 à la suite des élections du 2 décembre 2018, et clos le 26 avril 2022 par la dissolution anticipée du Parlement.

## Bureau du Parlement
| Poste                    | Titulaire                                | Parti | Parti | Circonscription |
| ------------------------ | ---------------------------------------- | ----- | ----- | --------------- |
| Présidente               | Marta Bosquet                            |       | Cs    | Almería         |
| Première vice-présidente | Esperanza Oña                            |       | PP    | Malaga          |
| Deuxième vice-présidente | Teresa Jiménez                           |       | PSOE  | Grenade         |
| Troisième vice-président | Julio Díaz                               |       | Cs    | Huelva          |
| Troisième vice-président | Sergio Romero (15.09.2021)               |       | Cs    | Cadix           |
| Première secrétaire      | Verónica Pérez                           |       | PSOE  | Séville         |
| Deuxième secrétaire      | Manuel Andrés González                   |       | PP    | Huelva          |
| Troisième secrétaire     | Manuel Gavira Florentino                 |       | Vox   | Cadix           |
| Représentante            | Ana Naranjo Maribel Mora Jesús Fernández |       | AA    | Cordoue         |

En application de l'article 36 du règlement du Parlement d'Andalousie et de la sentence 199/2016 du Tribunal constitutionnel rendue le 28 novembre 2016, les membres élus du bureau, dans leur réunion du 30 janvier 2019, ont accordé au groupe Adelante Andalucía le droit de désigner un représentant au sein de cet organe, pouvant prendre part aux débats mais pas aux délibérations.

## Groupes parlementaires
| Nom | Nom                                 | Début | Actuel | Président                                                           | Porte-parole                                                                         |
| --- | ----------------------------------- | ----- | ------ | ------------------------------------------------------------------- | ------------------------------------------------------------------------------------ |
|     | Groupe socialiste                   | 33    | 33     | Susana Díaz Aucun (13.09.2021)                                      | Mario Jiménez José Fiscal (30.07.2019) Ángeles Férriz (21.06.2021)                   |
|     | Groupe populaire                    | 26    | 26     | Juan Manuel Moreno Loles López (05.02.2019)                         | Carmen Crespo José Antonio Nieto (05.02.2019)                                        |
|     | Groupe Ciudadanos                   | 21    | 21     | Juan Marín                                                          | Sergio Romero Teresa Pardo (16.09.2021)                                              |
|     | Groupe Adelante Andalucía           | 17    | 6      | Teresa Rodríguez Aucun (17.11.2020)                                 | Antonio Maíllo Inmaculada Nieto (18.06.2019)                                         |
|     | Groupe Unidas Podemos por Andalucía | 17    | 6      | Teresa Rodríguez Aucun (17.11.2020)                                 | Antonio Maíllo Inmaculada Nieto (18.06.2019)                                         |
|     | Groupe Vox                          | 12    | 11     | Francisco Serrano Aucun (01.07.2020) Macario Valpuesta (06.05.2021) | Francisco Serrano Alejandro Hernández Valdés (06.02.2019) Manuel Gavira (06.05.2021) |
|     | Groupe des non-inscrits             | -     | 12     | -                                                                   | -                                                                                    |

## Commissions parlementaires
| Commission | Président                     | Parti | Parti | Circonscription |
| --- | ----------------------------- | ----- | ----- | --------------- |
| Commissions permanentes législatives |                               |       |       |                 |
| Commission de l'Agriculture, de l'Élevage, de la Pêche et du Développement durable | Virginia Pérez                | PP    |       | Séville         |
| Commission de la Culture et du Patrimoine historique | Ana Gil Román                 | Vox   |       | Malaga          |
| Commission du Développement du statut | María José Sánchez            | PSOE  |       | Grenade         |
| Commission de l'Économie, de la Recherche, des Entreprises et de l'Enseignement supérieur Commission de la Transformation économique, de l'Industrie, de la Recherche et de l'Enseignement supérieur (09.2020) | María Carmen García           | AA    |       | Séville         |
| Commission de l'Économie, de la Recherche, des Entreprises et de l'Enseignement supérieur Commission de la Transformation économique, de l'Industrie, de la Recherche et de l'Enseignement supérieur (09.2020) | Carmen Barranco (09.09.2021)  | UP    |       | Jaén            |
| Commission de l'Éducation et des Sports | Francisco José Palacios       | PP    |       | Jaén            |
| Commission de l'Emploi, de la Formation et du Travail autonome | Alfonso Candón                | PP    |       | Cadix           |
| Commission de l'Équipement, des Infrastructures et de l'Aménagement du territoire | Juan María Cornejo            | PSOE  |       | Cadix           |
| Commission des Finances, de l'Industrie et de l'Énergie Commission des Finances et du Financement européen (09.2020)                                                                                           | Rosa Aguilar                  | PSOE  |       | Cordoue         |
| Commission de l'Égalité, des Politiques sociales et de la Conciliation | Carlos Hernández              | Cs    |       | Malaga          |
| Commission de l'Égalité, des Politiques sociales et de la Conciliation | Raúl Fernández (03.06.2019)   | Cs    |       | Grenade         |
| Commission de l'Égalité, des Politiques sociales et de la Conciliation | Mar Hormigo (10.06.2020)      | Cs    |       | Séville         |
| Commission de la Présidence, de l'Administration publique et de l'Intérieur | Adolfo Molina                 | PP    |       | Cordoue         |
| Commission de la Santé et des Familles | Isabel Albás                  | Cs    |       | Cordoue         |
| Commission de la Santé et des Familles | Mar Sánchez (11.07.2019)      | Cs    |       | Grenade         |
| Commission du Tourisme, de la Régénération, de la Justice et de l'Administration locale | Pablo Cambronero              | Cs    |       | Séville         |
| Commission du Tourisme, de la Régénération, de la Justice et de l'Administration locale | Carlos Hernández (23.05.2019) | Cs    |       | Malaga          |
| Commissions permanentes non-législatives |                               |       |       |                 |
| Commission consultative des Nominations et des Pétitions | Marta Bosquet                 | Cs    |       | Almería         |
| Commission des Affaires européennes | Juan Pablo Durán              | PSOE  |       | Cordoue         |
| Commission du Contrôle de la télévision publique régionale | Ana Llopis                    | Cs    |       | Séville         |
| Commission du Règlement | Marta Bosquet                 | Cs    |       | Almería         |
| Commission du Contrôle du financement des partis | Jesús Fernández               | AA    |       | Grenade         |
| Commission du Statut des députés | María Soledad Pérez Rodríguez | PSOE  |       | Cordoue         |
| Commission du Statut des députés | Carmen Céspedes (08.02.2019)  | PP    |       | Huelva          |
| Commissions permanentes de législature |                               |       |       |                 |
| Commission sur le Handicap | Pilar Pintor                  | PP    |       | Cadix           |
| Commission sur les Politiques de protection de l'enfance en Andalousie | Mercedes Gámez                | PSOE  |       | Jaén            |
| Commission sur les Politiques de protection de l'enfance en Andalousie | José Fiscal (13.07.2021)      | PSOE  |       | Huelva          |
| Commissions d'étude |                               |       |       |                 |
| Commission sur la récupération économique et sociale engendrée par la pandémie de COVID-19 | Manuel Gavira                 | Vox   |       | Cadix           |
| Commissions d'enquête |                               |       |       |                 |
| Commission sur la Fondation andalouse fonds de formation et d'emploi | Enrique Moreno                | Cs    |       | Jaén            |

## Gouvernement et opposition
| Candidat                | Date                                       | Vote       |      |    |    |    |     | Résultat |
| Candidat                | Date                                       | Vote       | PSOE | PP | Cs | AA | Vox | Résultat |
| Juan Manuel Moreno (PP) | 16 janvier 2019 (majorité absolue requise) | Oui        |      | 26 | 21 |    | 12  | 59 / 109 |
| Juan Manuel Moreno (PP) | 16 janvier 2019 (majorité absolue requise) | Non        | 33   |    |    | 17 |     | 50 / 109 |
| Juan Manuel Moreno (PP) | 16 janvier 2019 (majorité absolue requise) | Abstention |      |    |    |    |     | 0 / 109  |

## Désignations

### Sénateurs
| Parti   | Parti                | Sénateurs désignés     | Voix |
| ------- | -------------------- | ---------------------- | ---- |
| PSOE    |                      | José Muñoz Sánchez     | 100  |
| PSOE    | Marisa Bustinduy     |                        | 100  |
| PSOE    | Miguel Ángel Vázquez |                        | 100  |
| PP      |                      | Javier Arenas          | 91   |
| PP      | Teresa Ruiz-Sillero  | 90                     |      |
| Cs      |                      | Fran Carrillo          | 92   |
| Cs      | Mar Hormigo          | 91                     |      |
| Podemos |                      | Esperanza Gómez Corona | 70   |
| Vox     |                      | Francisco José Alcaraz | 59   |

- Désignation : 6 février 2019.
- José Muñoz (PSOE) est remplacé par Fernando López Gil en septembre 2019 avec 91 voix favorables.
  - Fernando López (PSOE) est remplacé en juillet 2021 par Susana Díaz avec 88 voix favorables.
- Esperanza Gómez (AA) est remplacée par Pilar González Modino en novembre 2019 avec 98 voix favorables.
- Francisco José Alcaraz (Vox) est remplacé par Jacobo González-Robatto Perote en décembre 2019 avec 51 voix favorables.
- Fran Carrillo (Cs) est remplacé en juin 2020 par Francisco Javier Hervías Chirosa avec 106 voix favorables.
- Mar Hormigo (Cs) est remplacée en juin 2020 par María Ponce Gallardo avec 107 voix favorables.
- Fran Hervías (Cs) est remplacé en avril 2021 par José Luis Muñoz Lagares avec 98 voix favorables.